# Episodi de I Simpson (diciannovesima stagione)
La diciannovesima stagione de I Simpson (serie di produzione KABF) è andata in onda negli USA dal 23 settembre 2007 al 18 maggio 2008.
La stagione comprende sette episodi della serie di produzione JABF, relativa alla precedente stagione.
In Italia, l'episodio La paura fa novanta XVIII è stato trasmesso il 31 ottobre 2008 in occasione di Halloween e altri 5 episodi sono stati trasmessi in una prima serata speciale a scopo benefico (legata al progetto "Regala un sorriso a un bambino") sabato 29 novembre su Italia 1. Il resto degli episodi è stato trasmesso dal 26 gennaio al 12 febbraio 2009, sempre sullo stesso canale.
Dal 2 dicembre 2019 è in vendita il cofanetto contenente la diciannovesima stagione completa.
| N° | Codice di produzione | Titolo italiano                                    | Titolo originale                            | Prima TV USA      | Prima TV Italia  |
| -- | -------------------- | -------------------------------------------------- | ------------------------------------------- | ----------------- | ---------------- |
| 1  | JABF20               | Gli piace volare e d'oh... lo fa!                  | He Loves to Fly and He D'ohs                | 23 settembre 2007 | 26 gennaio 2009  |
| 2  | JABF18               | Homer di Siviglia                                  | Homer Of Seville                            | 30 settembre 2007 | 27 gennaio 2009  |
| 3  | JABF21               | Un uomo da carroattrezzi                           | Midnight Towboy                             | 7 ottobre 2007    | 28 gennaio 2009  |
| 4  | JABF19               | Non voglio sapere perché canta l'uccello in gabbia | I Don't Wanna Know Why The Caged Bird Sings | 14 ottobre 2007   | 29 novembre 2008 |
| 5  | JABF16               | La paura fa novanta XVIII                          | Treehouse Of Horror XVIII                   | 4 novembre 2007   | 31 ottobre 2008  |
| 6  | JABF22               | Millie l'orfanello                                 | Little Orphan Millie                        | 11 novembre 2007  | 29 gennaio 2009  |
| 7  | JABF17               | Mariti e coltelli                                  | Husbands And Knives                         | 18 novembre 2007  | 29 novembre 2008 |
| 8  | KABF01               | Funerale per un cattivo                            | Funeral For A Fiend                         | 25 novembre 2007  | 30 gennaio 2009  |
| 9  | KABF02               | Se mi ubriachi cancello i Simpson                  | Eternal Moonshine Of The Simpson Mind       | 16 dicembre 2007  | 2 febbraio 2009  |
| 10 | KABF03               | Tra molti, Winchester!                             | E. Pluribus Wiggum                          | 6 gennaio 2008    | 29 novembre 2008 |
| 11 | KABF04               | Lo show degli anni '90                             | That 90's Show                              | 27 gennaio 2008   | 3 febbraio 2009  |
| 12 | KABF05               | L'amore alla maniera di Springfield                | Love, Springfieldian Style                  | 17 febbraio 2008  | 4 febbraio 2009  |
| 13 | KABF06               | The Debarted                                       | The Debarted                                | 2 marzo 2008      | 29 novembre 2008 |
| 14 | KABF07               | Delitto imperfetto                                 | Dial 'N' For Nerder                         | 9 marzo 2008      | 5 febbraio 2009  |
| 15 | KABF08               | Fuma che ti danza                                  | Smoke on the Daughter                       | 30 marzo 2008     | 6 febbraio 2009  |
| 16 | KABF09               | Papà non fare scherzi                              | Papa Don't Leech                            | 13 aprile 2008    | 29 novembre 2008 |
| 17 | KABF10               | Il manzo dell'Apocalisse                           | Apocalypse Cow                              | 27 aprile 2008    | 9 febbraio 2009  |
| 18 | KABF11               | Ogni maledetto Sundance                            | Any Given Sundance                          | 4 maggio 2008     | 10 febbraio 2009 |
| 19 | KABF12               | Mona se ne va                                      | Mona Leaves-a                               | 11 maggio 2008    | 11 febbraio 2009 |
| 20 | KABF13               | Lisa contro Lisa                                   | All About Lisa                              | 18 maggio 2008    | 12 febbraio 2009 |

## Gli piace volare e d'oh... lo fa!
- Sceneggiatura: Joel H. Cohen
- Regia: Mark Kirkland
- Messa in onda originale: 23 settembre 2007
- Messa in onda italiana: 26 gennaio 2009

Come premio per aver salvato il signor Burns, caduto nella fontana del centro commerciale, Homer viaggia fino a Chicago sul jet privato di Burns. Gli piace così tanto volare su jet privati che decide di voler lavorare solo per compagnie che gli permettano di usare il proprio jet privato. Il suo colloquio di lavoro va però male, e Homer lo nasconde a Marge finché non decide di dirglielo proprio su un jet.
- Guest star: Lionel Richie (voce di se stesso), Stephen Colbert (voce di Colby Krause)
- Frase della lavagna: Non aspetterò altri vent'anni prima di fare un altro film
- Gag del divano: i Simpson arrivando in soggiorno trovano Spider Pork. Homer lo prende e lo tiene in braccio.
- Nota: è il primo episodio che viene trasmesso dopo il film sui Simpson, infatti nell'intro notiamo la città distrutta e la casa dei Simpson in ricostruzione.

## Homer di Siviglia
- Sceneggiatura: Carolyn Omine
- Regia: Michael Polcino
- Messa in onda originale: 30 settembre 2007
- Messa in onda italiana: 27 gennaio 2009

Dopo che la famiglia Simpson si imbuca a un funerale Homer ha un incidente e in ospedale si scopre che, stando disteso sulla schiena, ha una grandiosa voce da tenore, venendo notato e ingaggiato dal signor Burns nel suo teatro. Homer diventa presto famoso e dopo esser salvato da una fan, Julia, che diventa la sua manager, scopre che questa è ossessionata da lui e inizia a perseguitarlo. Dopo il rifiuto dell'uomo alle sue avance Julia cercherà vendetta.
- Guest star: Maya Rudolph (voce di Julia), Plácido Domingo (voce di se stesso)
- Frase alla lavagna: Il Wall Street Journal è più figo che mai
- Gag del divano: si vede l'evoluzione di Homer a partire da essere unicellulare, passando per vari stadi, come pesce, roditore, scimmia e, alla fine, divenuto essere umano contemporaneo, arriva a casa e si siede sul divano con la famiglia. Marge gli chiede se abbia comprato il latte. Questa gag è stata già nell'episodio Homerazzi della diciottesima stagione.

## Un uomo da carroattrezzi
- Sceneggiatura: Stephanie Gillis
- Regia: Matthew Nastuk
- Messa in onda originale: 7 ottobre 2007
- Messa in onda italiana: 28 gennaio 2009

Alla ricerca di latte per la piccola Maggie, Homer arriva alla vicina cittadina di Guidopolis, dove incontra un carroattrezzi di nome Louie, che lo introduce al suo lavoro. Homer però esagera nel rimuovere tutti i veicoli di Springfield, attirando così l'ira dei cittadini che si vendicano. Intanto Marge inizia a lasciare più spazio a Maggie che diventa più indipendente, anche troppo per la povera madre. Data la mancanza di Homer, che è finito in galera e si diverte con gli altri prigionieri, la piccola Simpson decide di salvare il genitore in sella al Piccolo Aiutante di Babbo Natale e una volta ritrovato lo libererà dalla cella. Al ritorno a casa Maggie deciderà di abbandonare l'idea di essere autosufficiente per tornare a stare in braccio a Marge come un tempo.
Il titolo dell'episodio è un riferimento al film Un uomo da marciapiede (Midnight Cowboy, 1969) anche in lingua originale (Midnight Towboy). La città di Guidopolis è popolata da stereotipi italoamericani: tutti i cittadini parlano con accento del New Jersey, il motto della città è What are YOU lookin' at? e il convenience store (l'equivalente del Kwik-E-Mart di Springfield) si chiama Mook-E-Mart (dove la parola «mook» è un riferimento al film Mean Streets - Domenica in chiesa, lunedì all'inferno di Martin Scorsese); lo steso nome della città è basato su Guido, un termine gergale che storicamente designava la classe operaia urbana italo-americana. La botola in casa di Louie viene attivata attraverso un pulsante nascosto nel collo di un busto di Jon Bon Jovi, esattamente come nella serie televisiva degli anni 1960 Batman si poteva accedere alla Batcaverna grazie al pulsante celato nel busto di William Shakespeare. Homer, Bart, Lisa, Ralph e Milhouse fanno una parodia di una scena di Animal House e cantano "Shout" in toghe. Louie è vestito in maniera simile al personaggio di Steve Randle (interpretato da Tom Cruise) del film I ragazzi della 56ª strada (The Outsiders, 1983), il cui protagonista è proprio Matt Dillon (che doppia il personaggio di Louie nell'episodio).
- Guest star: Matt Dillon (voce di Louie)
- Frase alla lavagna: assente
- Gag del divano: i Simpson e tutto il soggiorno sono costruiti con i LEGO. All'inizio ad Homer vengono messi i capelli, ma successivamente gli vengono tolti.

## Non voglio sapere perché canta l'uccello in gabbia
- Sceneggiatura: Dana Gould
- Regia: Bob Anderson
- Messa in onda originale: 14 ottobre 2007
- Messa in onda italiana: 29 novembre 2008

Mentre è in fila allo sportello in banca, Marge viene coinvolta in una rapina a opera di Dwight. La donna convince il criminale ad arrendersi con la promessa di venirlo a visitare in prigione. Marge però, troppo intimorita, non riuscirà a fargli visita e quando Dwight evade la prende in ostaggio, obbligandola a seguirlo al luna park, dove viene però catturato nuovamente. Alla fine Dwight e Marge fanno pace e la donna stavolta riesce a fargli visita in prigione.
- Guest star: Steve Buscemi (voce di Dwight), Ted Nugent (voce di se stesso), Julia Louis-Dreyfus (voce di Gloria), Luca Laurenti (voce di Dwight nella versione italiana)
- Frase alla lavagna: Non sono una banca assicurata dalla FDIC
- Gag del divano: dopo che i Simpson si sono seduti sul divano, l'inquadratura si allarga e in realtà la famiglia si trova nella casa delle bambole di Maggie, che prende Homer e lo mette in bocca.
- Curiosità: nel film che Marge sta guardando si può notare che il numero di matricola del detenuto è il codice dell'episodio (JABF19)

## La paura fa novanta XVIII
- Sceneggiatura: Marc Wilmore
- Regia: Chuck Sheetz
- Messa in onda originale: 4 novembre 2007
- Messa in onda italiana: 31 ottobre 2008

Tre storie di Halloween, introdotte da Marge che viene continuamente interrotta dalla pubblicità di vari programmi della Fox:
- E.T. torna a casa (E.T., go home)
Bart trova l'alieno Kodos nel giardino di casa che gli chiede aiuto per poter tornare a casa e Bart e Lisa credono all'alieno e cercano gli strumenti che Kodos chiede loro. La NASA però scopre l'esistenza dell'alieno e cerca in tutti i modi di catturarlo, però Kodos, aiutato da Bart, riesce a fuggire. L'alieno però, con lo strumento costruito, non torna a casa ma chiama gli abitanti del suo pianeta per invadere la Terra. Alla fine però, grazie all'aiuto di Homer, gli alieni vengono sterminati e Kodos viene portato in un laboratorio per essere esaminato.
- Mr. & Mrs. Simpson (Mr. & Mrs. Simpson)
Parodia del film Mr. & Mrs. Smith, Homer e Marge sono entrambi killer professionisti, ma ognuno tiene nascosto questo segreto al coniuge. Entrambi vengono incaricati di uccidere Kent Brockman e da questo nasce un litigio che continua con una sparatoria nelle mura domestiche e che farà rinascere l'amore tra i due killer.
- La casa dell'inferno (Heck House)
Scocciato dai continui scherzi di Halloween compiuti da Bart, Lisa, Milhouse e Nelson, Ned Flanders decide di trasformare la chiesa in una casa degli orrori in modo da poter far spaventare i ragazzi. Non riuscendoci con questo espediente, Ned chiede a Dio i poteri per farli spaventare e viene trasformato in Satana, portando i quattro ragazzi nell'inferno. Qui Ned fa vedere come Springfield si sia macchiata dei sette vizi capitali e riesce finalmente a spaventare i ragazzi, ottenendo da loro un pentimento.
- Guest star: assente
- Frase alla lavagna: assente
- Gag del divano: assente

## Millie l'orfanello
- Sceneggiatura: Mick Kelly
- Regia: Lance Kramer
- Messa in onda originale: 11 novembre 2007
- Messa in onda italiana: 29 gennaio 2009

I genitori di Milhouse, che avevano divorziato nell'episodio Due cuori due capanne, dopo una riconciliazione, decidono di risposarsi e di partire in crociera per un secondo viaggio di nozze. Dopo una rocambolesca caduta in mare vengono considerati morti. Milhouse cade così in una profonda depressione e ciò gli procura un notevole successo tra i compagni di classe. Bart rivuole il ruolo di protagonista nella sua scuola pertanto contatta lo zio di Milhouse che da Solvang si reca a Springfield per ridare una famiglia al nipotino: insieme ritrovano per sbaglio i coniugi Van Houten in un'isola deserta.
- Guest star: assente
- Frase alla lavagna: Non esiste una cosa come l'iPopò
- Gag del divano: la famiglia Simpson appare sulla rivista Modern Couch Gag.

## Mariti e coltelli
- Sceneggiatura: Matt Selman
- Regia: Nancy Kruse
- Messa in onda originale: 18 novembre 2007
- Messa in onda italiana: 29 novembre 2008

In città un nuovo negozio di fumetti, gestito dall'amichevole proprietario Milo, apre proprio davanti alla fumetteria dell'uomo dei fumetti, provocandone la sua chiusura. Marge ne approfitta per comprare il negozio e trasformarlo in una palestra per sole donne divenendo subito ricca e famosa, e questo spaventa Homer che pensa che lo scaricherà e decide quindi di fare un bypass gastrico per apparire più attraente.
- Guest star: Alan Moore (voce di se stesso), Jack Black (voce di Milo), Art Spiegelman (voce di se stesso), Daniel Clowes (voce di se stesso), Jovanotti (voce di Milo nella versione italiana)
- Frase alla lavagna: I pellegrini non erano immigrati clandestini
- Gag del divano: viene aperto un libro a figure per bambini in cui compare la famiglia Simpson sul divano.

## Funerale per un cattivo
- Sceneggiatura: Michael Price
- Regia: Rob Oliver
- Messa in onda originale: 25 novembre 2007
- Messa in onda italiana: 30 gennaio 2009

La famiglia Simpson decide di andare a mangiare dopo averne visto la pubblicità in tv di un nuovo ristorante, ma quando arrivano scoprono che sotto le spoglie del proprietario si nasconde Telespalla Bob che tenta di uccidere tutta la famiglia. Quando Bob viene catturato dalla polizia e finisce in tribunale, accusa Bart come causa dei suoi mali, il quale per sbaglio gli impedisce poi di prendere la sua vitale medicina, la nitroglicerina, facendo così morire accidentalmente il criminale. Il fratello di Bob, Cecil, invita Bart a portare un ultimo saluto a Bob. Quello che nessuno sa però è che tutto questo è una messinscena di Bob aiutato dai suoi familiari per uccidere Bart.
- Guest star: Kelsey Grammer (voce di Telespalla Bob Terwilliger), David Hyde Pierce (voce di Cecil Terwilliger), John Mahoney (voce del sig. Terwilliger), Keith Olbermann (voce di se stesso)
- Frase alla lavagna: assente
- Gag del divano: un mago fa comparire dal nulla il divano e i Simpson.
- Nota: Al 2023, questo è l'unico episodio della diciannovesima stagione che non è stato rimasterizzato per il formato 16:9 nella trasmissione su Italia 1 per motivi di censura. Difatti vi era una scena in cui Kent Brockman accusava pesantemente Gesù Cristo, che su Italia 1 è stata tagliata [3].

## Se mi ubriachi cancello i Simpson
- Sceneggiatura: J. Stewart Burns
- Regia: Chuck Sheetz
- Messa in onda originale: 16 dicembre 2007
- Messa in onda italiana: 2 febbraio 2009

Homer si risveglia a terra ricoperto di neve non sapendo cosa gli sia successo e tornando a casa non trova più la sua famiglia, tutti tranne il Piccolo Aiutante di Babbo Natale che appena vede il padrone lo aggredisce misteriosamente. Grazie a Boe si rende conto di aver cancellato tutto dalla mente dopo aver ingerito il suo cocktail "Bevi-e-autoscordati", ma grazie allo stesso Winchester, presente nel locale, si rende conto che Marge si è fatta un occhio nero, il che fa pensare che Homer abbia picchiato sua moglie. Siccome non scopre il nesso di come fosse successo, grazie al consiglio di suo padre Homer chiede aiuto al Professor Frink di fargli tornare la memoria, così il dottore lo sottopone a un macchinario che gli fa rivivere i momenti passati, venendo a conoscenza così che Marge lo tradisce con un altro uomo, ovvero Duffman, e afflitto dal tradimento decide di suicidarsi buttandosi da un ponte, ma non riuscendo a buttarsi saranno Patty e Selma a spingerlo. Durante il suo lungo cadere nel vuoto, Homer si rende conto che Marge insieme a Duffman voleva organizzargli una festa a sorpresa e non c'era nessun rapporto extra-coniugale tra loro, così l'occhio nero si scopre essere causato da un tappo di una bottiglia di champagne birra offerto da Duffman che si è stappato accidentalmente sul viso della donna. La fine si conclude che l'uomo atterra su un castello gonfiabile nel bel mezzo di un mega-festone inaugurato per lui su uno yacht, ma avendo rovinato la sorpresa, Homer beve di nuovo il drink di Boe e scorda del fatto successo in casa sua così da potersi unire ai suoi cari e gli altri invitati come niente fosse accaduto.
- Guest star: assente
- Frase alla lavagna: La capitale del Montana non è Hannah
- Gag del divano: dall'inquadratura dei Simpson seduti sul divano, sulle note di Così parlò Zarathustra, la camera allarga l'immagine, inquadrando prima la Terra, poi il sistema solare, la Via Lattea e altre galassie, che si trasformano in atomi, poi allargando ancora l'inquadratura si vedono le molecole, poi le cellule e infine l'immagine ritorna sui Simpson seduti sul divano, dove Homer, che ha assistito al viaggio meraviglioso appena compiutosi, esclama "Strano!"
- Curiosità: Il titolo e parte della trama dell'episodio è un riferimento al film del 2004: Se mi lasci ti cancello di Michel Gondry, con Jim Carrey e Kate Winslet. La sequenza dopo che Homer si getta dal ponte è ripresa dal video virale del 2006 Noah takes a photo of himself every day for 6 years.

## Tra molti, Winchester!
- Sceneggiatura: Michael Price
- Regia: Michael Polcino
- Messa in onda originale: 6 gennaio 2008
- Messa in onda italiana: 29 novembre 2008

Homer distrugge per sbaglio tutti i fast food di Springfield e il sindaco Quimby, per mettere mano alla cassa, anticipa le elezioni al week-end successivo, rendendo le primarie presidenziali in svolgimento in città le prime in tutta l'America. I cittadini però ben presto si scocciano dell'eccessivo interesse dei due partiti politici e propongono il giovane Ralph Winchester come candidato più ridicolo da votare.
- Guest star: Jon Stewart (voce di se stesso), Dan Rather (voce di se stesso), Emilio Fede (voce di Jon Stewart nella versione italiana)
- Frase alla lavagna: La maestra non ha pagato troppo per il suo appartamento
- Gag del divano: in una parodia dell'arazzo di Bayeux, la famiglia Flanders ruba il divano dei Simpson, che successivamente riescono a impossessarsene di nuovo, uccidendo i Flanders.

## Lo show degli anni '90
- Sceneggiatura: Matt Selman
- Regia: Mark Kirkland
- Messa in onda originale: 27 gennaio 2008
- Messa in onda italiana: 3 febbraio 2009

Durante una fredda giornata d'inverno davanti al caminetto Bart accidentalmente apre una scatola contenente la laurea di Marge. Davanti a tutta la famiglia Homer inizia così a raccontare quel che successe all'epoca quando si frequentava con Marge non ancora incinta. Lui aveva il sogno di diventare un musicista di una band famoso, lei di frequentare l'università. Marge però finisce per infatuarsi di un suo professore, facendo così ingelosire Homer e la coppia si rompe. Poco tempo dopo Marge capisce l'errore che ha fatto e torna da Homer.
- Guest star: "Weird Al" Yankovic (voce di se stesso), Kurt Loder (voce di se stesso)
- Frase alla lavagna: assente
- Gag del divano: i Simpson sono seduti sul divano, l'immagine si allarga e si vede che in realtà è un quadro con scritto sotto Ceci n'est pas une couch gag (riferimento al quadro Il tradimento delle immagini).
- Curiosità: nell'episodio viene ricordato un concerto dove uno spettatore, sentendo la canzone che il gruppo di Homer sta suonando, telefona a suo cugino Kurt Cobain facendogli ascoltare la melodia della canzone Politically Uncorrect, una parodia di Frances Farmer Will Have Her Revenge on Seattle, noto successo dei Nirvana, in una sequenza identica a quella del film del 1985 Ritorno al futuro in cui Marty McFly suona Johnny B. Goode. Nell'episodio è inoltre possibile ascoltare anche altri quattro successi musicali degli anni novanta: Rape Me (parodiata dai Sadgasm, la grunge band di un giovane Homer, come Shave Me), degli stessi Nirvana, Glycerine (per l'occasione riadattato in Margerine), brano della rock band inglese Bush, Bitter Sweet Symphony, singolo di un'altra rock band inglese, The Verve, e Closing Time della rock band statunitense Semisonic.

## L'amore alla maniera di Springfield
- Sceneggiatura: Don Payne
- Regia: Raymond S. Persi
- Messa in onda originale: 17 febbraio 2008
- Messa in onda italiana: 4 febbraio 2009

Nel giorno di San Valentino, la famiglia Simpson rimane bloccata nel tunnel dell'amore del luna park. Per passare il tempo Homer inizia a raccontare una sua versione romantica di Bonnie e Clyde, Marge racconta invece la sua versione di Lilli e il vagabondo, e Bart narra della storia di Sid & Nancy.
- Guest star: assente
- Frase alla lavagna: assente
- Gag del divano: dopo essere entrati in soggiorno, tutti i componenti della famiglia si attaccano al gioco che i bambini hanno sopra la culla.
- Curiosità: la canzone finale è una riedizione del pezzo "Taxi to Heaven" dei Pray for Rain, dalla colonna sonora del film Sid & Nancy.

## The Debarted
- Sceneggiatura: Joel H. Cohen
- Regia: Matthew Nastuk
- Messa in onda originale: 2 marzo 2008
- Messa in onda italiana: 29 novembre 2008

A scuola, Bart conosce un nuovo compagno: Donny, che ben presto si unisce alla sua gang. Gli scherzi organizzati da Bart (aiutato da Milhouse e Nelson) ai danni di Skinner falliscono, poiché questi e il sovrintendente Chalmers hanno trovato in Donny una spia. L'obiettivo è di far espellere Bart, che inizialmente sospetta di Milhouse, per spedirlo in riformatorio; il ragazzo scopre che a tradirlo è stato Donny ma quando è pronto a vendicarsi, viene fermato da Skinner e Chalmers. All'ultimo momento, Donny torna sui suoi passi e tradisce i dirigenti scolastici salvando Bart. 
L'episodio è una parodia del film The Departed - Il bene e il male.
- Guest star: Topher Grace (voce di Donny), Terry Gross (voce di se stessa), Marco Materazzi (voce di Donny nella versione italiana)
- Frase alla lavagna: La maestra d'arte è cicciona, non incinta
- Gag del divano: due mani che usano una Lite-Brite disegnano la famiglia Simpson sul divano.

## Delitto imperfetto
- Sceneggiatura: Carolyn Omine e William Wright
- Regia: Bob Anderson
- Messa in onda originale: 9 marzo 2008
- Messa in onda italiana: 5 febbraio 2009

Marge fa iniziare ad Homer una dieta a base di peperoni, ma il marito la inganna e la donna decide quindi di rivolgersi a uno show televisivo per smascherarlo. Intanto Bart e Lisa fanno cadere per sbaglio Martin Prince in un dirupo credendolo poi morto e decidendo di nascondere la verità; Nelson però si improvvisa investigatore e inizia a indagare sul caso.
- Guest star: assente
- Frase alla lavagna: assente
- Gag del divano: i Simpson sono rappresentati da cinque pillole che, dopo l'aggiunta di una goccia d'acqua da parte del professor Frink, riprendono le loro dimensioni originali, tranne Homer a cui serve un secchio d'acqua per tornare alle sue dimensioni normali.

## Fuma che ti danza
- Sceneggiatura: Billy Kimball
- Regia: Lance Kramer
- Messa in onda originale: 30 marzo 2008
- Messa in onda italiana: 6 febbraio 2009

Marge si iscrive a una scuola di danza classica sperando di coronare un suo sogno da bambina ma viene scartata, al suo posto però fa iscrivere Lisa che scopre ben presto che le compagne per ballare meglio fumano. Intanto Homer rivela a Bart che segretamente produce carne di manzo secca in cantina, quando però i due cercano di venderla questa viene rubata da una famiglia di procioni.
- Guest star: assente
- Frase alla lavagna: assente
- Gag del divano: Willy E. Coyote dipinge un finto divano sul muro e la famiglia Simpson va a sbatterci contro tranne Maggie che fa il famoso verso di Beep Beep e fugge. Poi i Simpson riescono a sedersi sul divano tranne Homer che invece di sedersi, rompe il muro e ci entra.

## Papà non fare scherzi
- Sceneggiatura: Reid Harrison
- Regia: Chris Clements
- Messa in onda originale: 13 aprile 2008
- Messa in onda italiana: 29 novembre 2008

La cantante country Lurleen Lumpkin ha molti debiti poiché, non avendo pagato le tasse, le sono stati confiscati i suoi beni. Per proteggerla Homer la ospita a casa sua. Inizialmente Marge non vede di buon occhio la nuova ospite (poiché in un precedente episodio Lurleen provava un forte interesse per Homer), ma poi la accetta scoprendo che lei vive con i barboni perché il padre l'ha abbandonata. Dopo aver trovato il padre, Lurleen scrive una canzone che il padre ruba e dà alle Dixie Chicks. Lurleen lo scopre e, insieme alle Dixie Chicks, lo punisce. Alla fine Lurleen se ne va da Springfield con il suo quarto marito (molto somigliante a Homer come gli altri 3).
- Guest star: Beverly D'Angelo (voce di Lurleen Lumpkin), le Dixie Chicks (voci di se stesse), Ambra Angiolini (voce di Lurleen Lumpkin nella versione italiana)
- Frase alla lavagna: assente
- Gag del divano: un pennello disegna sul divano la famiglia Simpson.

## Il manzo dell'Apocalisse
- Sceneggiatura: Jeff Westbrook
- Regia: Nancy Kruse
- Messa in onda originale: 27 aprile 2008
- Messa in onda italiana: 9 febbraio 2009

Bart va a lavorare in una fattoria incentivato dalla possibilità di manovrare trattori e macchinari. Lì fa amicizia con un povero vitellino di nome Lou. Dopo averlo salvato dal macello insieme alla sorella Lisa, lo regala a Mary, sua compagna di lavoro. Cletus, il padre di Mary, crede tuttavia che il vitellino sia stato donato alla figlia in dote per il matrimonio. Quando Homer e Marge vengono a conoscenza delle intenzioni di Cletus, pianificano una strategia per salvare Lou e per liberare Bart dal suo matrimonio.
- Guest star: Zooey Deschanel (voce di Mary)
- Frase alla lavagna: Una persona è una persona, per quanto sia Ralph
- Gag del divano: in una parodia dell'arazzo di Bayeux, la famiglia Flanders ruba il divano dei Simpson, che successivamente riescono a impossessarsene di nuovo, uccidendo i Flanders.

## Ogni maledetto Sundance
- Sceneggiatura: Daniel Chun
- Regia: Chuck Sheetz
- Messa in onda originale: 4 maggio 2008
- Messa in onda italiana: 10 febbraio 2009

Lisa sceglie di filmare la vita quotidiana della famiglia Simpson per fare un video per la scuola. Il preside Skinner decide, per dar lustro alla scuola, di proporre il film al Sundance Film Festival, dove viene accettato. Guadagna presto molto successo, ma i membri della famiglia vengono rappresentati come persone pazze e cattive, facendo così sentire Lisa responsabile. Ben presto però l'opera di Lisa viene dimenticata, superata dal film di Nelson.
- Guest star: Jim Jarmusch (voce di se stesso), John C. Reilly (voce di se stesso) e Oreste Lionello (voce di Woody Allen nella versione italiana)
- Frase alla lavagna: assente
- Gag del divano: viene aperto un libro a figure per bambini in cui compare la famiglia Simpson sul divano.

## Mona se ne va
- Sceneggiatura: Joel H. Cohen
- Regia: Mike B. Anderson e Ralph Sosa
- Messa in onda originale: 11 maggio 2008
- Messa in onda italiana: 11 febbraio 2009

Dopo essere tornati dal centro commerciale, i Simpson scoprono che Mona Simpson è tornata a casa e che il Governo non la cerca più. Homer tuttavia è arrabbiato con lei perché lo abbandonava sempre, ma quando cerca di fare la pace la trova morta sulla poltrona del salotto. Tramite il suo videotestamento esaudisce il desiderio della madre di spargere le proprie ceneri da un'altura; tuttavia finiscono all'interno di una stazione segreta di lancio missilistico di scorie nucleari di C.M. Burns. Grazie a tutta la famiglia Simpson il lancio fallisce e Homer riesce a fare spiritualmente pace con la madre.
- Guest star: Glenn Close (voce di Mona Simpson) e Lance Armstrong (voce di se stesso)
- Frase alla lavagna: Questo castigo non è medievale (scritto in caratteri medievali)
- Gag del divano: si vede l'evoluzione di Homer a partire da essere unicellulare, passando per vari stadi, come pesce, roditore, scimmia e, alla fine, divenuto essere umano contemporaneo, arriva a casa e si siede sul divano con la famiglia.

## Lisa contro Lisa
- Sceneggiatura: John Frink
- Regia: Steven Dean Moore
- Messa in onda originale: 18 maggio 2008
- Messa in onda italiana: 12 febbraio 2009

Krusty conferisce a Lisa il ruolo di sua assistente. Durante uno spettacolo Mr. Teeny, la scimmia di Krusty, non riesce ad arrivare in tempo alla diretta, perciò Lisa, dovendo prendere una rapida decisione, decide di sostituirla. La notorietà e la fama di Lisa aumentano sempre più, fino al punto di sostituire Krusty nella conduzione dello show per i ragazzi. Ma dopo aver ricevuto il premio di "Miglior intrattenitore dell'anno", Lisa viene portata da Telespalla Mel in una stanza dove le vengono mostrati alcun dipinti dei precedenti vincitori del titolo, tra cui Mel stesso. Egli le dice che nessuno di questi è riuscito a far carriera dopo aver ricevuto il premio e riesce a convincerla a smettere finché è in tempo, poiché la fama è passeggera e anche la sua sarebbe finita. Subito dopo Lisa annuncia il suo abbandono dallo show business e il suo posto viene ripreso da Krusty. Nel frattempo Bart e Homer si dedicano a un nuovo hobby, quello di collezionare monete.
- Guest star: Drew Carey (voce di se stesso)
- Frase alla lavagna: assente
- Gag del divano: i Simpson appaiono in un desktop e vengono trascinati con il mouse fino a essere cestinati.